# Nedbrændingen af Örkened
Nedbrænding af Örkeneds sogn blev beordret af kong Karl XI den 19. april 1678 som svar på den civile modstand, der mødte den svenske hær i den skånske krig.

## Baggrund
Efter slaget ved Landskrona i juli 1677 var landkrigen fastlåst. Svenskerne havde indtaget Blekinge, Halland og de Skånske landskaber mellem Landskrona i vest og Christianstad i øst og kunne derfor dominere krigen. På den anden side kunne danskerne ikke fordrives uden smertefulde tab fra de kystnære områder sårbare for angreb og vitale besiddelser som Landskrona.  Den danske hær havde fortsat stærke positioner.
Snaphanernes modstand, der var mest udbredt i den nordlige del af Skåne og Blekinge, fik derfor større betydning. En af de mest generende modstandslommer mod den svenske hær var Örkened Sogn,  Örkened socken, som i dag er Lönsboda og omegn i Osby kommun i Östra Göinge herred i det nordøstlige Skåne nord for Kristianstad.

## Kollektiv afstraffelse
Fra februar 1677 havde Karl XI anvendte kollektiv afstraffelse af hele sogne i kampen mod snaphanerne. Blandt andet havde han givet ordre til, at der for hver svensk soldat, der blev dræbt på vejene i Osby og Örkeneds sogn, skulle hænges tre indbyggere og betales 1000 daler (cirka 1,5 millioner i nutidens penge) i bøde, uden hensyn til at bønderne var involveret i drabene. På trods af det fortsatte modstanden.
I april 1678 beordrede Karl XI, at Örkened, det nærliggende Jämshög (Gemsø) og Gammalstorp (Gammelstrup) i Blekinge skulle udslettes. Karl XIs ordre til løjtnant Nils Skytte lød:

## Niels Skyttes dagbog
I løjtnant Nils Skyttes dagbog står om operationen:
Ifølge Nils Skytte brændtes alle på nær to gårde i sognet. Nyere forskning har vist, at fire gårde klarede sig, Hässlehyltan som lå nær smålandsgrænsen, der ud over Lönsboda og Edema, beboet af landbetjenten, og endelig skånedes gården Nybygden fordi tropperne troede, gården lå i Glimåkra sogn. Om dødsfald nævner Nils Skytte intet. Kilder antyder, at dødstallet kun var omkring 20, fordi bønderne var blevet advaret og flygtet ind i skoven, hvor de boede i telte, indtil de kunne vende tilbage og genopbygge deres gårde.

## Nutidige behandling af massakren
- De klare beviser i historiske arkiver har ikke forhindret den svenske professor, historiker og forfatter Alf Åberg, chef for krigsarkivet, i at fremsætte påstanden:

- Da den svenske 500-kronorssedel med Karl XI som motiv blev sendt i cirkulation i 1985 nægtede forretninger i Lönsboda,[3][4] den største by i Örkeneds sogn, at modtage den nye seddel i protest mod Karl XIs ordre om at brænde Örkened ned.